# Française (Tanz)
Die Française (französisch für ‚Französische‘) ist ein Kontratanz des 19. Jahrhunderts, also ein Tanz, bei dem die tanzenden Paare nicht für sich tanzen, sondern alle miteinander eine Folge von Tanzfiguren ausführen. Solche tänzerischen Gesellschaftsspiele waren bis zum Zweiten Weltkrieg beliebt. Erstmals um 1820 erwähnt, ist die Française verwandt mit der Quadrille, die die Kontratänze des 18. Jahrhunderts ersetzte.
Sie wird heute noch auf Bällen zur Fledermaus-Quadrille (op. 363) von Johann Strauß Sohn getanzt. Besonders auf Wiener Bällen stellt dabei die Quadrille-Française als traditionelle Mitternachtsquadrille einen fixen Höhepunkt des Balles dar. Wird diese bei kleineren Bällen an Stelle der Mitternachtseinlage getanzt, wird die Quadrille-Française bei größeren Bällen zumindest einmal nach der Mitternachtseinlage veranstaltet, nach Bedarf wird zu späterer Stunde erneut eine Tanzmöglichkeit geboten. Normalerweise wird sie dabei als Publikumsquadrille durchgeführt, bei der während des Tanzes die Schritte angesagt werden. Ähnliches gilt für die Münchner Française auf Bällen in München. Des Weiteren wird die Münchner Française auf vielen bayerischen Volkstanzfesten getanzt, zumeist im Anschluss an die Halbzeitpause. Die Tanzrunde, die mit der Française beginnt, wird danach mit einem Walzer abgeschlossen.
In Ödön von Horváths Theaterstück Italienische Nacht (1930) erscheint die Française als Gesellschaftsspiel.

## Figuren der Quadrille français
Die sechs klassischen, französischen Figuren der Quadrille français sind:
1. Le Pantalon
2. L’Été
3. La Poule
4. La Trénis
5. La Pastourelle
6. Finale